# Lega degli Artamani
La Lega degli Artamani ("Bund Artam e. V.", nata da un'ala della gioventù nazionalista tedesca) fu fondata,  nel 1923, a Monaco di Baviera da Willibald Hentschel.
La denominazione si riferiva direttamente ad un appello di Willibald Hentschel che, nei Quaderni da Niegard (Blaetter aus Niegard) del 1923, aveva invocato "Una comunità combattente cavalleresca tedesca su terra tedesca - io la chiamo Artam." Presumibilmente il nome si basava sulle parole antico-(alto-)tedesche 'art' (Ackerbau: agricoltura) e 'manen' (Maenner: uomini). Il motto degli artamani era: "Fedeli serviamo la terra nel grande morire e divenire".
Hentschel guidò l'associazione sino al 1927, poi subentrò alla carica l'appartenente al NSDAP Hans Holfelder. La sede centrale si trovava a Halle an der Saale. Ulteriori capi di primo piano dell'associazione furono: Bruno Tanzmann, dell'Istituto Superiore Agrario; Wilhelm Kotzde-Kottenrodt, fondatore dell'associazione "Aquile e Falchi" (Adler und Falken); August Georg Kenstler, editore della rivista "Sangue e suolo". Nel 1927, Georg Wilhelm Schiele fondò una "Società degli amici del movimento degli artamani" e cercò il sostegno economico di facoltosi circoli finanziari. A partire dallo stesso anno la comunità degli artamani fu strutturata secondo il "Fuehrerprinzip".
A periodi l'associazione contò sino a circa 2.000 appartenenti. Essi sostenevano una ideologia nazional-popolare (voelkisch), romantico-agreste di 'sangue e suolo', e propagandavano un servizio volontario di lavoro nell'agricoltura. Secondo loro "Artam" significava "il rinnovamento [che parte] dalle forze originarie del carattere nazionale, dal sangue, dal suolo, dal sole e dalla verità". Gli artamani ambivano a vivere (nelle provincie orientali tedesche) di attività rurali in una comunità il più possibile autarchica e inoltre, in tal modo, volevano formare un bastione contro l'arrivo e l'occupazione di lavoratori stagionali polacchi durante il periodo del raccolto.
Tuttavia i latifondisti spesso non retribuivano i volontari artamani e li alloggiavano e trattavano male. Per questo motivo i membri della "Lega degli Artamani" si accinsero a versare i propri salari, all'infuori di pochi spiccioli, in una cassa comune. Con questo metodo vennero acquistate delle proprietà terriere che furono poi suddivise in singoli poderi di circa 15 ettari.
Dopo lo scioglimento e il divieto dei 'movimenti giovanili liberi' nel corso della uniformazione (Gleichschaltung), nel 1934 la "Lega degli Artamani" (come unica eccezione) venne corporativamente assorbita nella Gioventù hitleriana.
Tra i membri degli Artamani vi furono molti futuri eminenti nazionalsocialisti quali, ad esempio, Richard Walther Darré (futuro "Capo dei contadini del Reich"), Heinrich Himmler (Reichsführer delle SS) e Rudolf Höß (comandante del campo di concentramento di Auschwitz).